# Dartmouth-konferensen
Dartmouth-konferensen (The Dartmouth Summer Research Project on Artificial Intelligence) hölls i Dartmouth College år 1956 och anses av många vara startskottet för artificiell intelligens som forskningsområde.

## Personer
Dartmouthprojektet föreslogs av Marvin Minsky, Nathaniel Rochester och Claude Shannon tillsammans med John McCarthy som även var organisatör.

## Projektet
Under två månader samlades olika forskare för att ”brainstorma” om artificiell intelligens. Introduktionen och definitionen till projektet lyder:
| ”                | We propose that a 2 month, 10 man study of artificial intelligence be carried out during the summer of 1956 at Dartmouth College in Hanover, New Hampshire. The study is to proceed on the basis of the conjecture that every aspect of learning or any other feature of intelligence can in principle be so precisely described that a machine can be made to simulate it. An attempt will be made to find how to make machines use language, form abstractions and concepts, solve kinds of problems now reserved for humans, and improve themselves. We think that a significant advance can be made in one or more of these problems if a carefully selected group of scientists work on it together for a summer. | „ |
| – McCarthy, 1955 | |   |

Fortsättningsvis står det skrivet att projektet innefattar diskussioner som är centrala områden för artificiell intelligens även idag, exempel på dessa är datorer, neurala nätverk (ANN), beräkningsteori, abstraktion och kreativitet.